# Multiperfekt tal
Inom matematiken är ett multiperfekt tal (även kallat plusperfekt tal) en generalisering av perfekta tal.
För ett givet naturligt tal k, så kallas ett tal n för ett k-perfekt tal om och endast om summan av alla positiva delare av n, sigmafunktionen, σ(n), är lika med kn; ett tal är således perfekt om och endast om det är 2-perfekt. Ett tal som är k-perfekt för ett k kallas för ett multiperfekt tal. I juli 2004 var k-perfekta tal kända för varje värde på k upp till 11.
Det går att bevisa att:
- För ett givet primtal p, om n är p-perfekt och p inte delar n så är pn (p + 1)-perfekt. Det innebär att ett heltal n är ett 3-perfekt tal delbart med 2 men inte med 4 om och endast om n/2 är ett udda perfekt tal, av vilka inga är kända.
- Om 3n är 4k-perfekt och 3 inte delar n så är det 3k-perfekt tal.

## Minstak-perfekta talen
Följande tabell ger en översikt av de minsta k-perfekta talen för k ≤ 8 (inklusive dess upptäckt): (talföljd A007539 i OEIS)
| k | Minsta k-perfekta tal                                     | Upptäckt                        |
| - | --------------------------------------------------------- | ------------------------------- |
| 1 | 1                                                         | Forntiden                       |
| 2 | 6                                                         | Forntiden                       |
| 3 | 120                                                       | Forntiden                       |
| 4 | 30240                                                     | René Descartes (cirka 1638)     |
| 5 | 14182439040                                               | René Descartes (cirka 1638)     |
| 6 | 154345556085770649600                                     | Robert Daniel Carmichael (1907) |
| 7 | 141310897947438348259849402738485523264343544818565120000 | TE Mason (1911)                 |
| 8 | 2,34111439263306338... *10^161                            | Paul Poulet (1929)              |

Till exempel är 120 3-perfekt eftersom delarsumman av 120 är:
1 + 2 + 3 + 4 + 5 + 6 + 8 + 10 + 12 + 15 + 20 + 24 + 30 + 40 + 60 + 120 = 360 = 3 × 120.

## Egenskaper
- Antalet multiperfekta tal lägre än X är {\displaystyle o(X^{\epsilon })} för alla positiva ε.[2]

## Specifika värden avk

### Perfekta tal
Ett tal n med σ(n) = 2n är perfekt.

### Triperfekta tal
Ett tal n med σ(n) = 3n är triperfekt. Ett udda triperfekt tal måste överstiga 1070, ha minst 12 olika primtalsfaktorer, där den största överstiger 105.

### Bokkällor
- ”The Multiply Perfect Numbers Page”. Achim Flammenkamp. http://wwwhomes.uni-bielefeld.de/achim/mpn.html. Läst 6 augusti 2013.
- Laatsch, Richard (1986). ”Measuring the abundancy of integers”. Mathematics Magazine 59 (2):  sid. 84–92. ISSN 0025-570X.
- Kishore, Masao (1987). ”Odd triperfect numbers are divisible by twelve distinct prime factors”. J. Aust. Math. Soc. Ser. A 42:  sid. 173-182. ISSN 0263-6115.
- Merickel, James G. (1999). ”Problem 10617 (Divisors of sums of divisors)”. Am. Math. Monthly 106 (7):  sid. 693.
- Weiner, Paul A. (2000). ”The abundancy ratio, a measure of perfection”. Math. Mag. 73 (4):  sid. 307–310.
- Sorli, Ronald M. (2003). ”Algorithms in the study of multiperfect and odd perfect numbers”. http://hdl.handle.net/2100/275.
- Ryan, Richard F. (2003). ”A simpler dense proof regarding the abundancy index”. Math. Mag. 76 (4):  sid. 299–301.
- Guy, Richard K. (2004). Unsolved problems in number theory (3rd). Springer-Verlag. sid. B2. ISBN 978-0-387-20860-2
- Broughan, Kevin A.; Zhou, Qizhi (2008). ”Odd multiperfect numbers of abundancy 4”. J. Number Theory 126 (6):  sid. 1566–1575. doi:10.1016/j.jnt.2007.02.001.
- Ward, Jeffrey (2008). ”Does ten have a friend?”. https://arxiv.org/abs/0806.1001.
- Sándor, József; Mitrinović, Dragoslav S.; Crstici, Borislav, reds (2006). Handbook of number theory I. Dordrecht: Springer-Verlag. ISBN 1-4020-4215-9
- Sándor, Jozsef; Crstici, Borislav, reds (2004). Handbook of number theory II. Dordrecht: Kluwer Academic. sid. 32–36. ISBN 1-4020-2546-7